# 静觉寺
静觉寺，位于中国青海省海东市乐都区达拉乡春洒村，为青海省市县级文物保护单位，公布日期为1994年8月10日，类型为古建筑。
静觉寺的历史年代为明。